# Tregua di Łęczyca
La tregua di Łęczyca fu firmato dal Regno di Polonia e dall'Ordine teutonico a Łęczyca il 15 dicembre 1433 durante la guerra polacco-teutonica (1431-1435) (per questo alcuni storici polacchi sono inclini a dividere questa guerra in due, una nel 1431–1433 e una nel 1435). I Cavalieri teutonici, per la pressione dei loro cittadini, accettarono la tregua di dodici anni e ad altre richieste dei polacchi; per una di queste, l'Ordine avrebbe dovuto cessare di sostenere Švitrigaila (un nobile lituano che tentò di rompere l'unione polacco-lituana); inoltre entrambi gli schieramenti avrebbero controllato i territori fino alla firma di un trattato di pace (uti possidetis) e non avrebbero cercato mediazione di potenze straniere per cambiare questa tregua. Questo segnò la fine della guerra sui territori polacchi; lo scontro sulle terre lituane sarebbe continuato per altri due anni (siccome la tregua non si estendeva all'Ordine livoniano).